# 김동욱 (격투기 선수)
김동욱(1977년 6월 6일 ~ )은 한국의 전 씨름 선수이며, 킥복싱 선수, 종합격투기 선수이다.

## 생애

### 입식 격투 전적
- 3전 0승 3패(0 KO)

| 경기일자        | 상대            | 결과 | 내용       | 대회                         |
| --------------- | --------------- | ---- | ---------- | ---------------------------- |
| 2007년 12월 8일 | 얀 노르키아     | 패   | 2R 11초 KO | K-1 월드 GP 2007 final       |
| 2007년 8월 5일  | 엘한 데니스     | 패   | 2R 23초 KO | K-1 월드 GP 2007 in hongkong |
| 2006년 6월 3일  | 후지모토 유스케 | 패   | 3R 판정    | K-1 월드 GP 2006 in seoul    |

### 종합 격투 전적
- 3전 0승 3패(0 KO)

| 경기일자         | 상대          | 결과           | 내용           | 대회                   |
| ---------------- | ------------- | -------------- | -------------- | ---------------------- |
| 2007년 6월 2일   | 손지욱        | 펀치연타       | 1R 1:16 TKO    | WXF - North Jeolla MMA |
| 2006년 12월 31일 | 나이토 유키야 | 패             | 3R 1분 11초 KO | K-1 다이너마이트 2006  |
| 2004년 10월 16일 | 양성훈        | 프랜트 초크 KO | 1R 3:01 KO     | Gimme5                 |

## 정보
키는 195cm, 체중은 165kg이다. 씨름 천하장사 출신이며, 2006년에 K-1으로 전향했다. 서울 GP 대회에서 후지모토 유스케를 상대로 데뷔전을 치렀지만 판정패했다. 2006 다이너마이트에서 MMA룰로 나이토 유키야와 대결했지만 TKO 패배를 당했다. 홍콩GP 리저브매치에서는 터키의 엘한 데니스와 대결했지만, 2R KO패를 당했고 2007 월드 GP 결승전에서는 오프닝 경기에 출전해 자이언트 얀 노르키아와 대결했지만, 2R 초반에 자신이 로킥을 차다가 경련이 나서 패하고 말았다.

## 타이틀
- 씨름 천하장사